# بوب ويبر
بوب ويبر (بالإنجليزية: Bob Weber)‏ هو لاعب كرة قدم أمريكية أمريكي، ولد في 21 أبريل 1934، وتوفي في 1 نوفمبر 2008.